# Надсон, Александр Антонович
Алекса́ндр Анто́нович На́дсон (бел. Аляксандар Антонавіч Надсан, фамилия при рождении Бо́чка, бел. Бочка; 8 августа 1926, Городея, Новогрудское воеводство — 15 апреля 2015, Лондон) — священник Белорусской грекокатолической церкви, апостольский визитатор для белорусов-грекокатоликов эмиграции, видный деятель белорусской эмиграции.

## Биография
Родился 8 августа 1926 года в деревне Городея неподалёку от Несвижа Новогрудского воеводства Польши (ныне Несвижский район Минской области Белоруссии) в семье учителей. Учился в наставницкой семинарии Несвижа. Окончил курсы младших руководителей Союза Белорусской Молодежи в Альбертине. В июне 1944 года стал курсантом Минской офицерской школы Белорусской Краевой Обороны.
В 1944 году эмигрировал из Белоруссии, вступил во 2-й Польский корпус, сражавшийся с нацистами в Италии. В боях был ранен. В 1946 году переехал в Великобританию, где проходил обучение в Лондонском университете.
Был одним из основателей Ассоциации белорусов в Великобритании и её главой в 1951—1953 годах. Был редактором нескольких белорусских эмигрантских изданий.
С 1953 года обучался в Понтификальном греческом колледже в Риме. 23 ноября 1958 года был рукоположён в священники. В 1959 году вернулся в Лондон, где продолжил свою деятельность в общественных и религиозных организациях белорусской диаспоры. С 1981 года отец Александр Надсон — директор Белорусской библиотеки и музея имени Франциска Скорины в Лондоне. В 1981 году он стал главой миссии Белорусской грекокатолической церкви в Лондоне, 30 июня 1986 года был назначен апостольским визитатором для белорусов-грекокатоликов. В 1994 году, после восстановления возможности для Белорусской грекокатолической церкви свободно функционировать в Белоруссии, отец Александр Надсон стал апостольским визитатором для белорусов-грекокатоликов эмиграции, а архимандрит Сергей Гаек — апостольским визитатором для грекокатоликов Белоруссии. В начале 90-х годов о. Надсон принимал активное участие в сборе средств на Западе для оказания помощи белорусам, пострадавшим от чернобыльской аварии.
24 ноября 2008 года в минском храме святого Симеона и святой Елены торжественно отмечалось 50-летие священства о. Александра Надсона

## Литературная деятельность
Отец Александр Надсон — автор ряда книг по истории Белоруссии, специалист в области белорусской светской и духовной литературы XVI—XVII веков. Он автор перевода литургических текстов византийского обряда на белорусский язык. В 1994 году Ватикан официально утвердил перевод о. Александра Надсона как нормативный для Белорусской грекокатолической церкви.